# Iordanes (Heermeister)
Iordanes war ein römischer Heermeister (magister militum) der Spätantike.
Iordanes lebte wahrscheinlich im 5. Jahrhundert und war Heermeister im Oströmischen Reich. Er ist nicht direkt durch spätantike Quellen bekannt, sondern nur durch eine Notiz bei dem mittelalterlichen byzantinischen Kaiser und Autor Konstantinos Porpyhrogenitos (Konstantin VII., 10. Jahrhundert). Konstantinos überliefert in seinem Werk de thematibus eine Inschrift, die sich damals auf einer ihm vorliegenden Silberschale im vestiarium des kaiserlichen Palastes in Konstantinopel befand. Ihr zufolge war Iordanes Heermeister für die strategisch wichtige Dioecesis Orientis (magister militum per Orientem). Konstantinos fügt der Wiedergabe der Inschrift hinzu, dass Iordanes patricius unter Kaiser Arcadius (395–408) gewesen sei.
Zwar gibt es auch Zweifel daran, ob die wiedergegebene Inschrift tatsächlich aus der fraglichen Zeit (dem 5. Jahrhundert) stammt, diese wird jedoch eher als authentisch angenommen. Dagegen gibt Konstantinos nicht an, woher er weiß, dass Iordanes patricius unter Kaiser Arcadius war. Alexander Demandt glaubt dem zusätzlichen Hinweis des Konstantinos unter Verweis auf dessen allgemein gute Kenntnis der Historiker des 5. Jahrhunderts. Wenn er stimmen sollte, würde das bedeuten, dass Iordanes wohl noch vor Flavius Constantius der erste Heermeister war, der auch den Titel patricius trug. Damit wäre die auch nach Flavius Constantius für die Geschichte des Westreichs bedeutende Verbindung der Heermeister und des patricius-Titels ursprünglich im Ostreich entstanden. Allerdings empfiehlt die Prosopography of the Later Roman Empire „Vorsicht“ beim Umgang mit Konstantinos’ zusätzlichen Informationen. Sollten sie nicht zutreffen, könnte Iordanes womöglich mit Flavius Iordanes identifiziert werden, einem Militär der 460er Jahre, der 470 Konsul war.